# Musaler
Musaler (in armeno Մուսալեռ?) è un comune dell'Armenia di 2 741 abitanti (2009) della provincia di Armavir.